# Kaplica Narodzenia Najświętszej Marii Panny w Policach nad Metují
Kaplica Narodzenia Najświętszej Marii Panny w Policach nad Metují – zabytkowa kaplica w Czechach, w Sudetach Środkowych, w miejscowości Police nad Metují.
Kaplica cmentarna jest pozostałością po dawnym gotyckim kościele Narodzenia NMP zbudowanym w drugiej połowie XIII w. Strój barokowy otrzymała w latach 1712-1714. Kościół zdesakralizowany w 1787, następnie rozebrany do prezbiterium, które zamieniono na kaplicę z parterową wieżą ze spiralną klatką schodową. W dzwonnicy znajdują się dwa dzwony z lat 1486 i 1491. Otynkowana budowla posiada cztery przypory rozczłonkowane promieniście. Wejście znajduje się od strony zachodniej w prostym ościeżu, natomiast wejście do wieży od strony południowej. Cztery duże półkoliste okna, dwa małe okna są od strony południowej i cztery duże półkoliste okna od strony dzwonnicy. Dach prezbiterium jest czterospadowy pokryty blachą. Wieża ma cebulastą kopułę z ośmiościenną latarnią pokrytą blachą miedzianą. Wewnątrz prezbiterium posiada sklepienie kolebkowe.

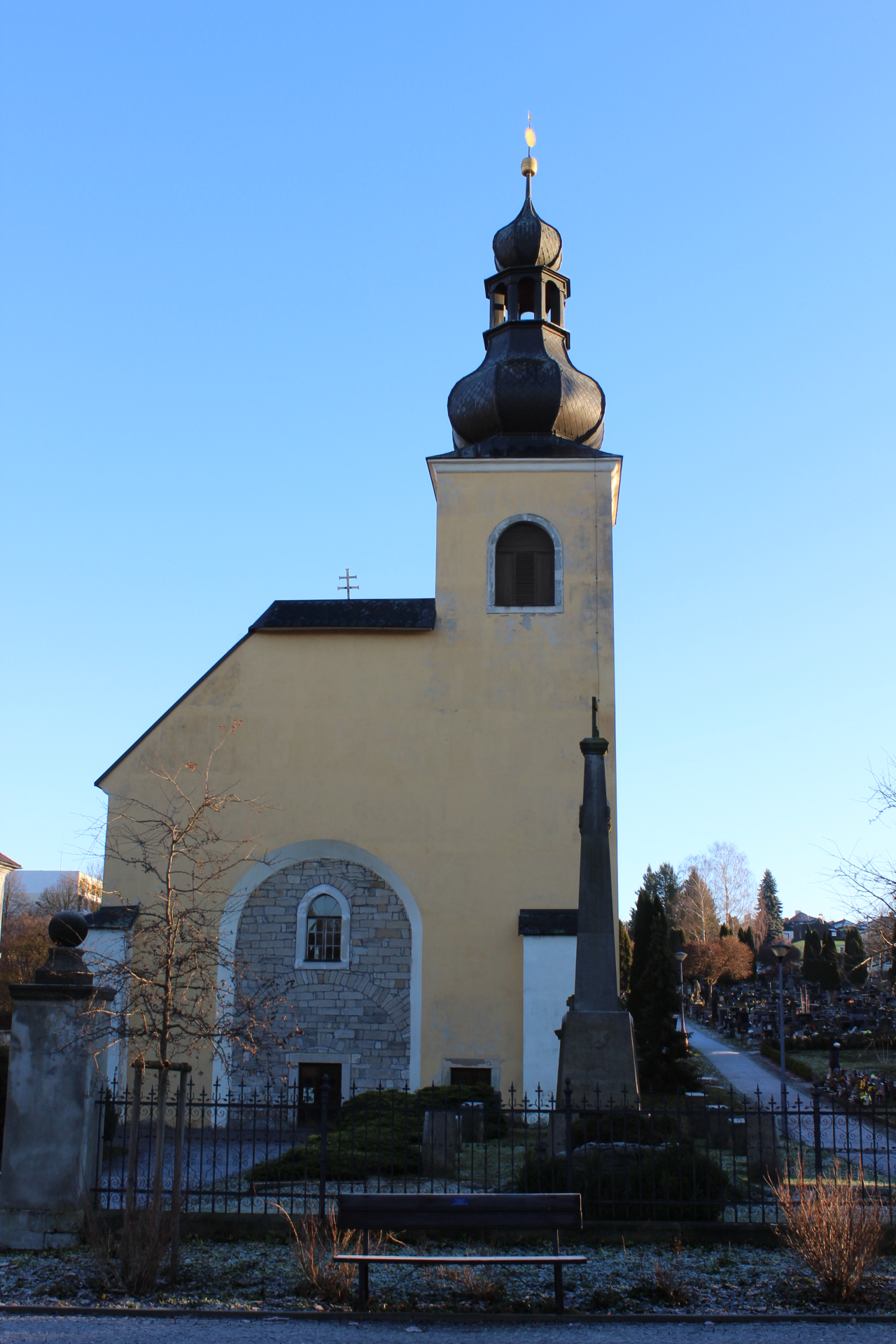
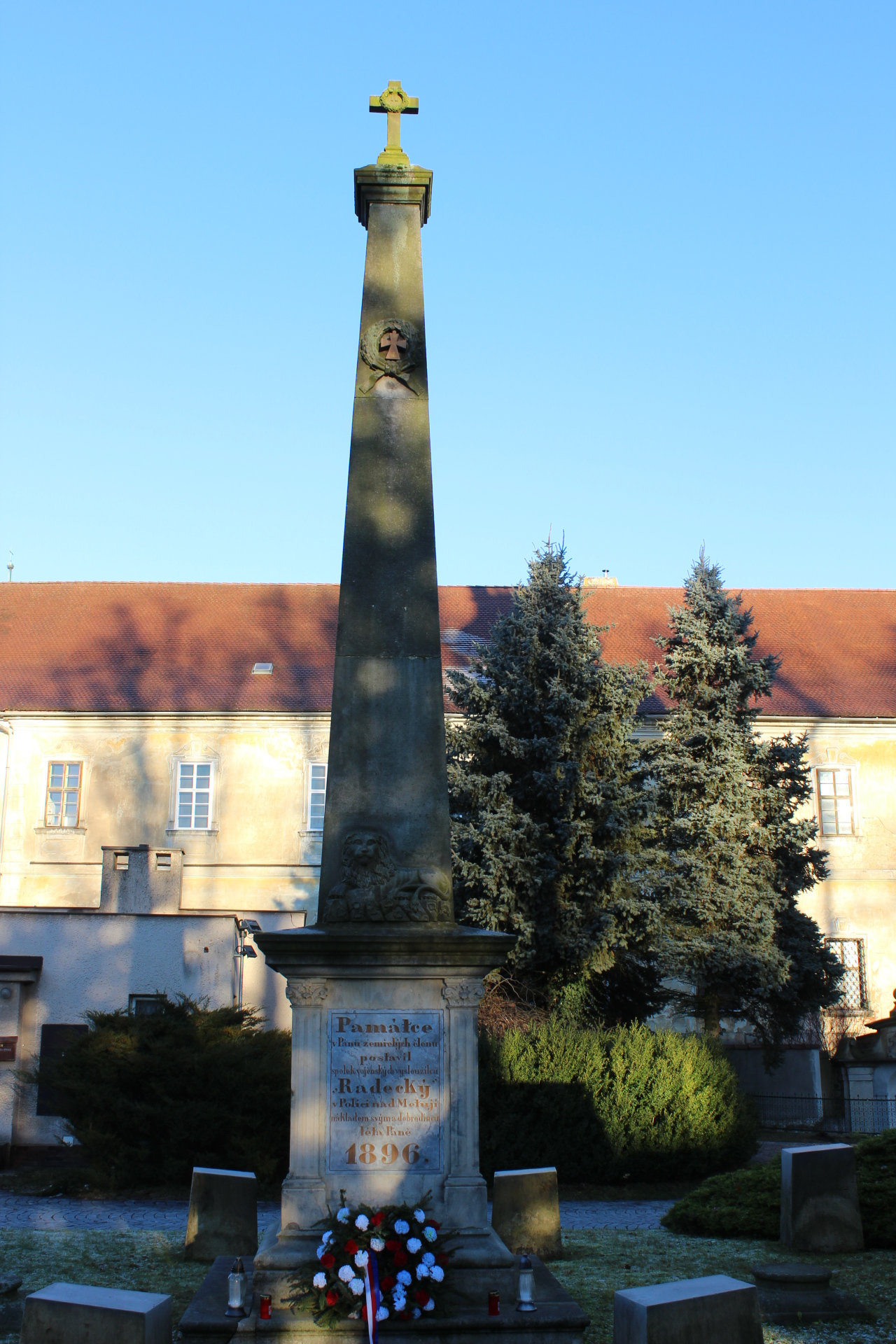
Kolumna na cmentarzu
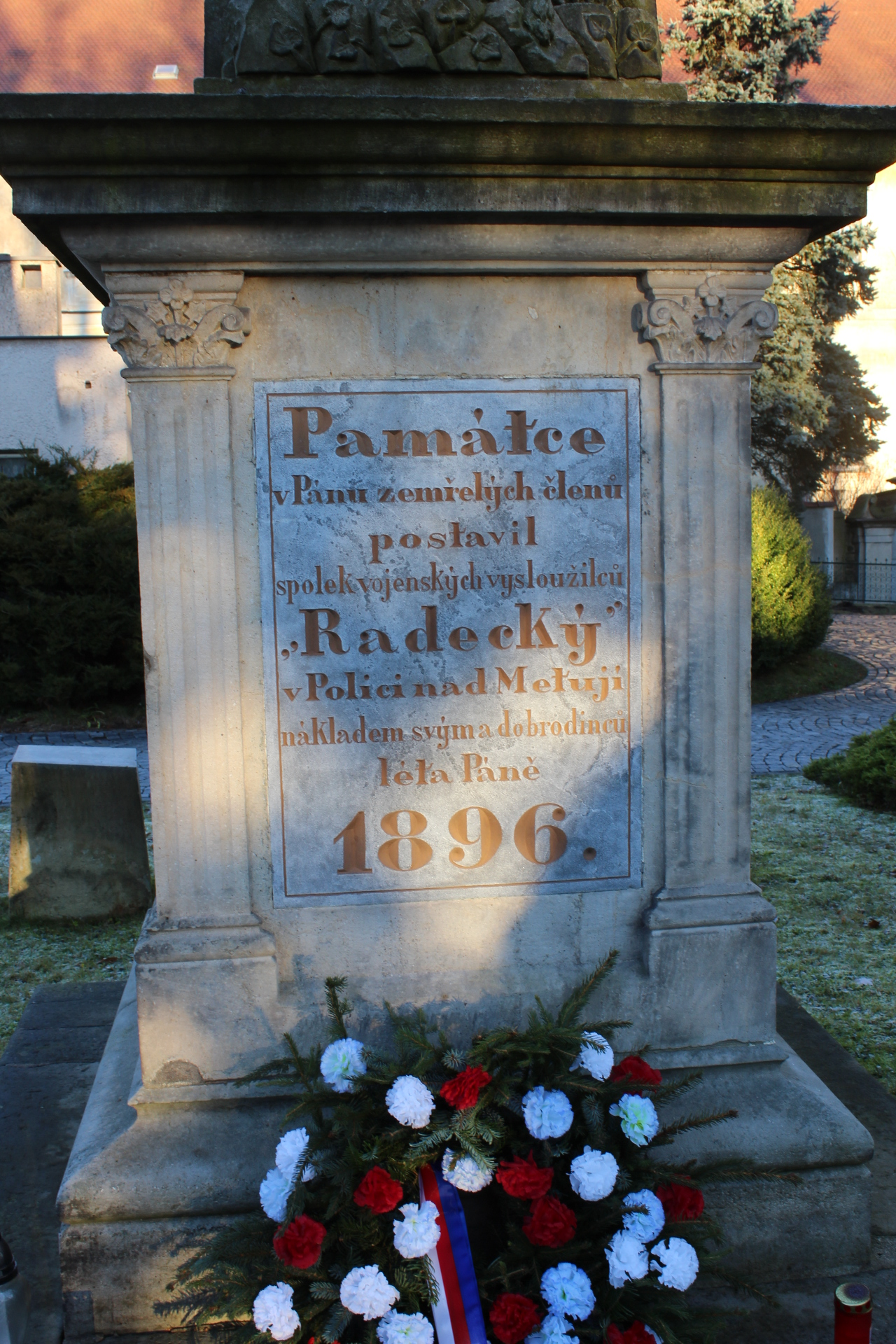
Tablica na kolumnie
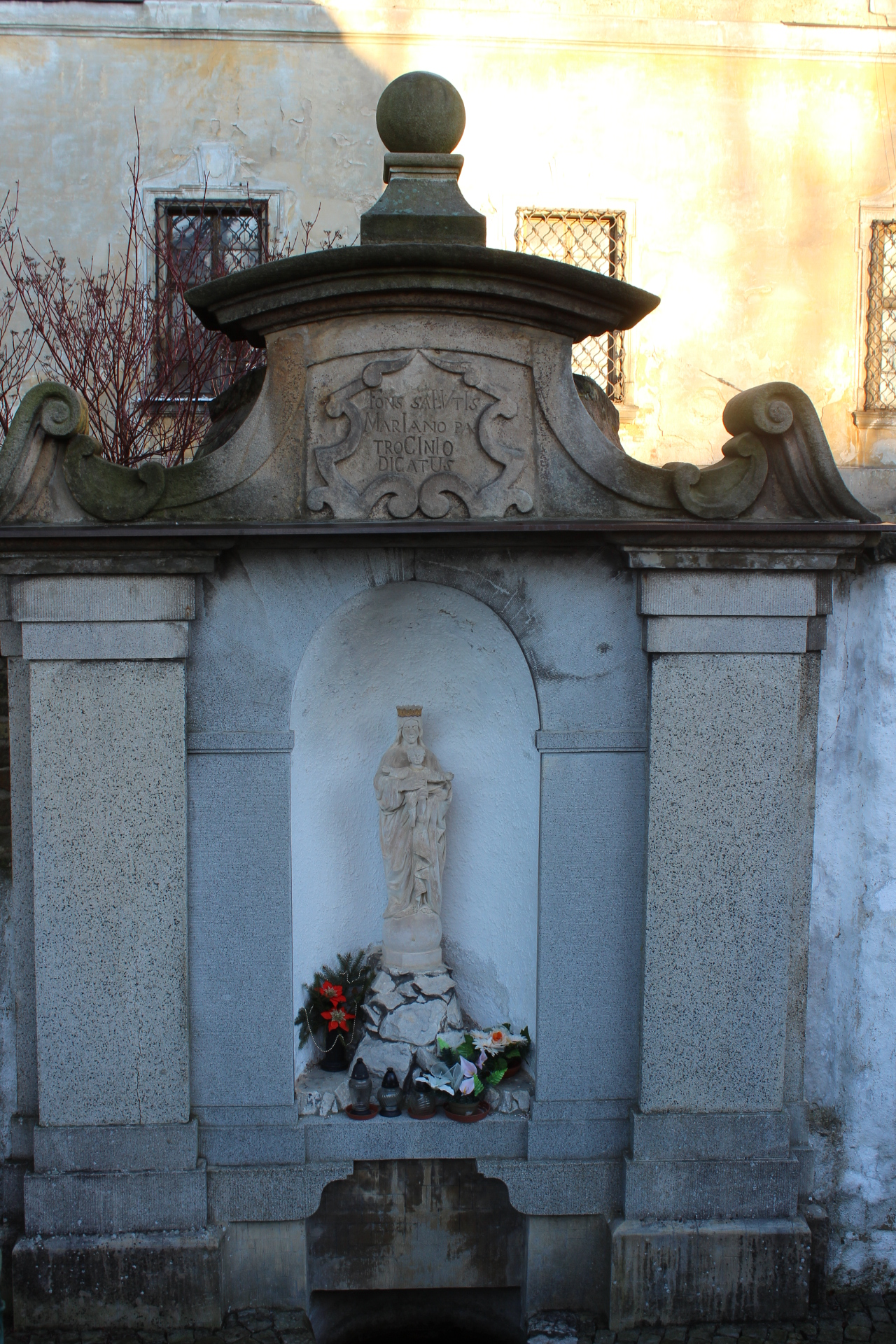